# امیل کرمنلیف
امیل کرمنلیف (بلغاری: Емил Георгиев Кременлиев؛ زادهٔ ۱۳ اوت ۱۹۶۹) بازیکن فوتبال اهل بلغارستان بود.
از باشگاه‌هایی که در آن بازی کرده‌است می‌توان به باشگاه فوتبال المپیاکوس، باشگاه فوتبال لفسکی صوفیه، باشگاه فوتبال یونیون برلین، و باشگاه فوتبال زسکا صوفیه اشاره کرد.
وی همچنین در تیم ملی فوتبال بلغارستان بازی کرده‌است.